# NGC 1640
NGC 1640 é uma galáxia espiral barrada (SBab) localizada na direcção da constelação de Eridanus. Possui uma declinação de -20° 26' 05" e uma ascensão recta de 4 horas, 42 minutos e 14,5 segundos.
A galáxia NGC 1640 foi descoberta em 1886 por Ormond Stone.